# 湯原町
湯原町（ゆばらちょう）は、かつて岡山県の北部（真庭郡）に位置した町である。現在は合併により真庭市となり、町役場は真庭市役所湯原支局（後に湯原振興局に改称）となっている。

## 地理
中国山地に位置し、山林で占められている。湯郷温泉・奥津温泉と並ぶ美作三湯の一つである湯原温泉がある。旭川の河原に名泉砂湯という露天風呂がある。それを見下ろすように湯原ダムがあり、その奥は県下最大のダム湖である湯原湖となっている。

## 歴史
- 1904年（明治37年）6月1日 - 真庭郡八幡村・神湯村の2村が合併し、湯原村が成立。
- 1940年（昭和15年）11月3日 - 町制を施行し、湯原町（初代）となる。
- 1956年（昭和31年）9月30日 - 真庭郡湯原町・二川村の1町1村が対等合併し、湯原町（2代）となる。
- 2005年（平成17年）3月31日 - 真庭郡湯原町（2代）が同郡勝山町・落合町・久世町・川上村・八束村・中和村・美甘村、上房郡北房町との対等合併により真庭市となる。同日湯原町は廃止。

## 大字
現在は真庭市の大字として継承されている。一部の大字は真庭市成立時に改称している。
| 旧湯原町 |                |            |
| 豊栄     | とよさか       | 〒717-0406 |
| 見明戸   | みあけど       | 〒717-0411 |
| 本庄     | ほんじょう     | 〒717-0412 |
| 禾津     | いなつ         | 〒717-0413 |
| 仲間     | なかま         | 〒717-0416 |
| 田羽根   | たばね         | 〒717-0401 |
| 湯本     | ゆもと         | 〒717-0402 |
| 下湯原   | しもゆばら     | 〒717-0403 |
| 社       | やしろ         | 〒717-0404 |
| 久見     | ひさみ         | 〒717-0405 |
| 三世七原 | みせしちばら   | 〒717-0426 |
| 釘貫小川 | くぎぬきこがわ | 〒717-0414 |
| 都喜足   | つぎたる       | 〒717-0415 |
| 旧二川村 |                |            |
| 粟谷     | あわだに       | 〒717-0421 |
| 藤森     | ふじもり       | 〒717-0422 |
| 黒杭     | くろくい       | 〒717-0423 |
| 種       | たね           | 〒717-0424 |
| 小童谷   | ひじや         | 〒717-0425 |

## 地域

### 教育
- 湯原町立湯原小学校
- 湯原町立二川小学校
- 湯原町立湯原中学校

現在は各校とも真庭市立となっている。
- 湯原町立二川中学校（1992年3月閉校、湯原中学校へ統合[3]）

### 名所・旧跡・観光スポット
- 佐波良 形部神社[4]

## 交通
- 町村内を走る鉄道はない。
  - 国鉄南勝線の設置予定駅の中に「湯原駅」が存在したが、南勝線の起工式は行われたものの未成線のまま建設放棄された。
- 町内を走る高速道路 ： 米子自動車道 湯原IC
- 町内を走る一般国道 ： 国道313号
- 町内を走る県道
  - 岡山県道55号湯原美甘線
  - 岡山県道56号湯原奥津線
  - 岡山県道322号中福田湯原線
  - 岡山県道323号種見明戸線
  - 岡山県道326号樫西湯原線
  - 岡山県道447号粟谷美甘線

## 出身者
- 美甘政和
- 難波喬司